# París-Tours 1985
La París-Tours 1985 (también llamada Gran premio de Otoño) fue la 79.ª edición de la clásica París-Tours. Se disputó el 6 de octubre de 1985 y el vencedor final fue el belga Ludo Peeters del equipo Kwantum.

## Clasificación general
|    | Ciclista               | Equipo                      | Tiempo     |
| -- | ---------------------- | --------------------------- | ---------- |
| 1  | Ludo Peeters           | Kwantum Hallen-Decosol-Yoko | 6h 27' 36" |
| 2  | Moreno Argentin        | Sammontana-Bianchi          | a 21"      |
| 3  | Sean Kelly             | Kas                         | m. t.      |
| 4  | Teun van Vliet         | Verandalux-Dries            | m.t.       |
| 5  | Jean-Luc Vandenbroucke | La Redoute                  | m.t.       |
| 6  | Adrie van der Poel     | Kwantum Hallen-Decosol-Yoko | a 1'03"    |
| 7  | Régis Clère            | Peugeot-Shell-Michelin      | m. t.      |
| 8  | Leo van Vliet          | Kwantum Hallen-Decosol-Yoko | a 1'04"    |
| 9  | Thierry Marie          | Renault-Elf                 | a 1'06"    |
| 10 | Rudy Dhaenens          | Hitachi-Splendor-Sunair     | a 2'18"    |